# Cátedras de Flamencología

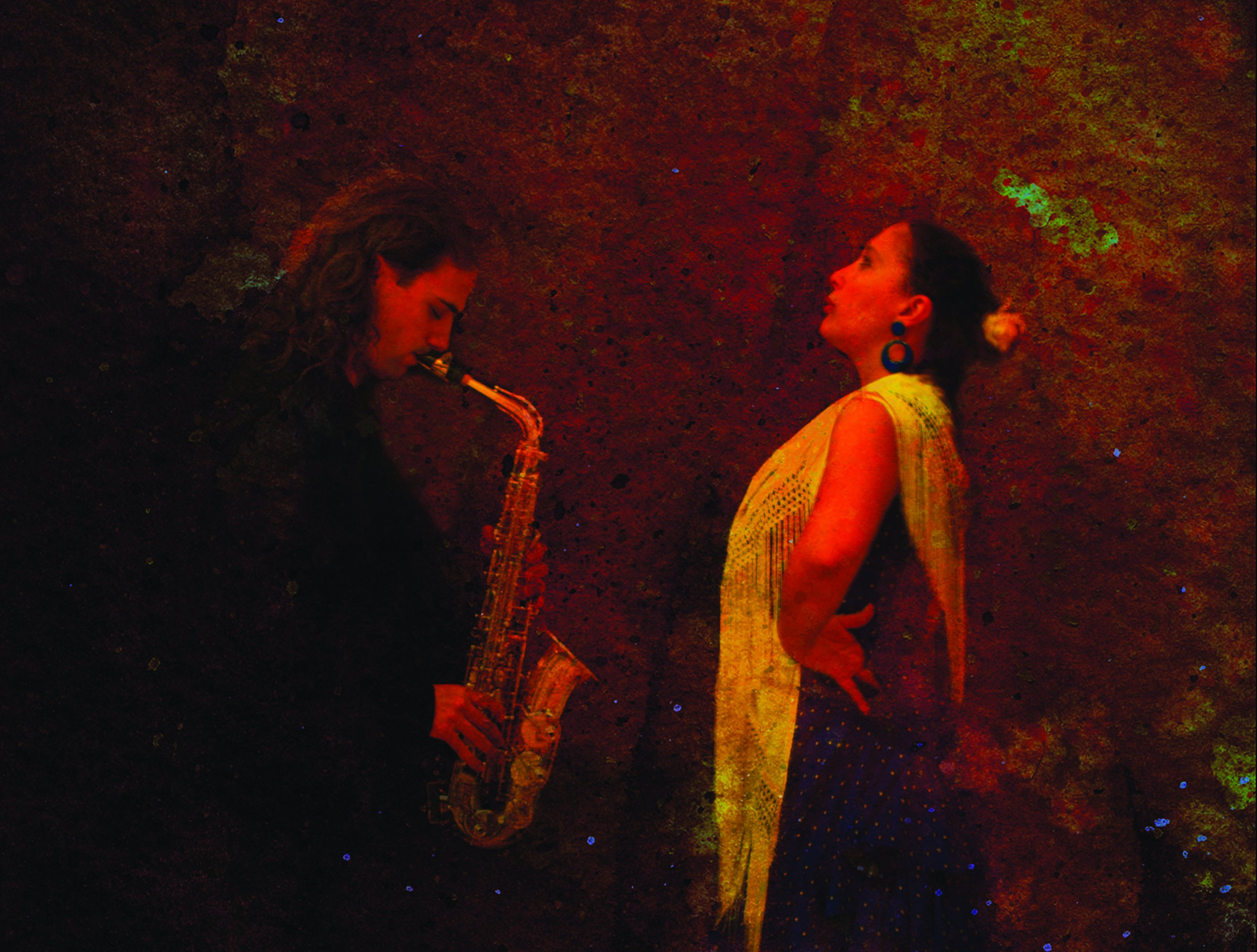
Alba Flamenca

Las cátedras de flamencología se pueden definir como instituciones encargadas de impartir enseñanza relacionada con el flamenco.

## Definición de flamenco
El flamenco es considerado un arte que engloba tanto la música flamenca como el baile. A pesar de que sus raíces son andaluzas, a lo largo de todo su desarrollo ha logrado abrir fronteras y no solo formar de España, sino ser reconocido de forma mundial. Como dice la argentina Nora Estrada: 
"El baile flamenco se siente tan adentro, tan fuerte...que te llega al alma, corre por tu sangra y penetra tus huesos, tus músculos, tu piel...te toma el cuerpo por entero haciéndote disfrutar de fantástica sensación al ritmo de sentimientos. Nace en España pero se siente en todo el mundo."

### Definición de flamencología
La flamencología está definida como una disciplina que se dedica a indagar y estudiar en su totalidad el arte flamenco. Podría considerarse como una ciencia reciente, ya que fue promovida por Anselmo González Climent, con el lanzamiento en 1955 de su libro cuyo título corresponde al nombre de "Flamencología: toros, cante y baile". 

## Variedades de cátedras de flamencología en España
En la geografía española se localizan distintas cátedras de flamencología. La primera se fundó en el año 1958, en Jerez de la Frontera, dando lugar posteriormente a la variedad de cátedras que actualmente se encuentran en la comunidad andaluza.

### Cátedra de flamencología de Jerez de la Frontera
La Cátedra de Flamencología y Estudios Folklóricos Andaluces fue la primera Cátedra de Flamencología en España, fundada el 24 de septiembre de 1958, en Jerez de la Frontera , por Juan de la Plata, Manuel Pérez Celdrán, Manuel Ríos Ruiz y Esteban Pino Romero con el objetivo del estudio, la investigación, conservación, promoción y defensa del genuino Arte Flamenco

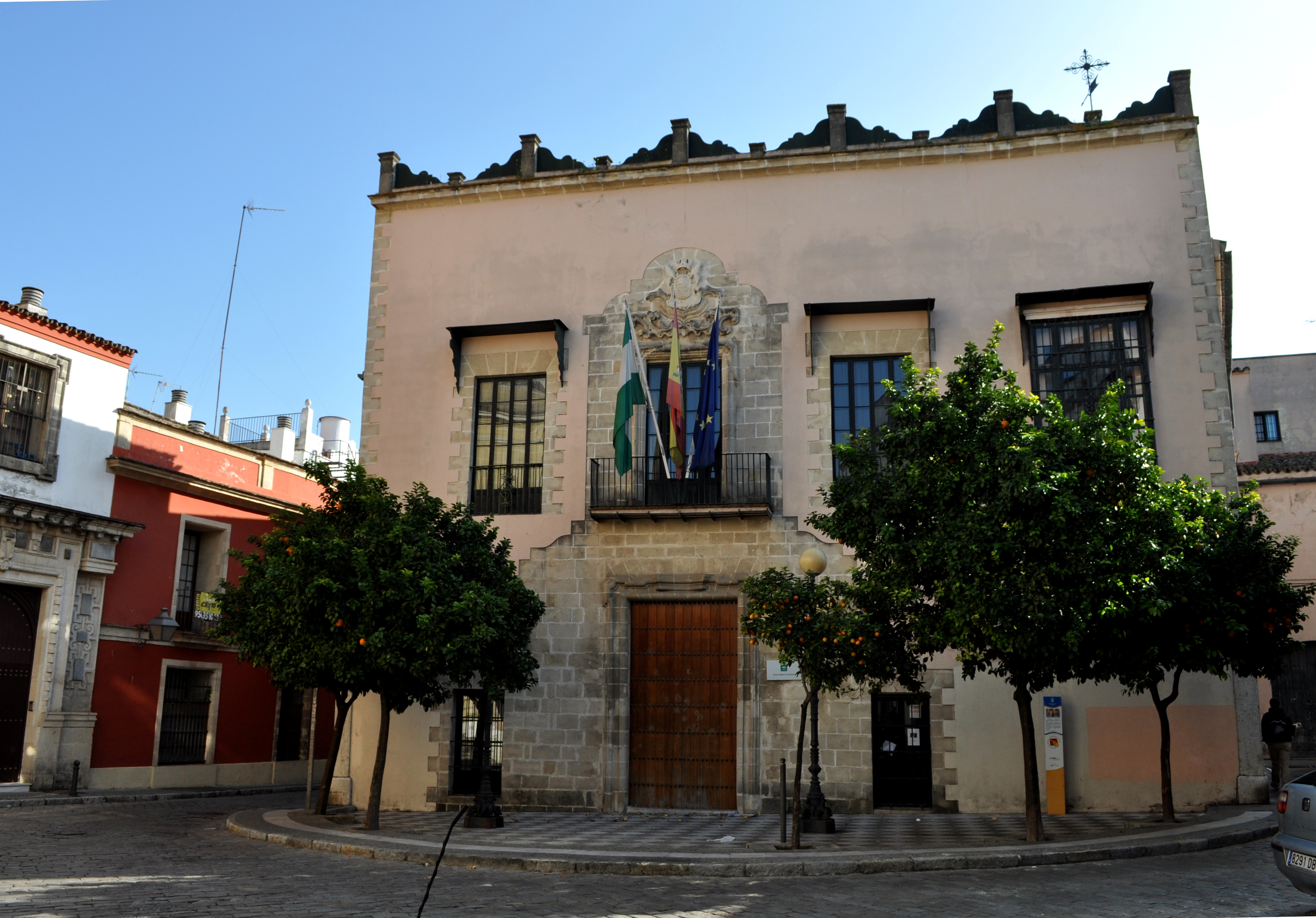
Palacio de Pemartín, actual sede de la cátedra

Originalmente tenía su sede en la Mezquita del Real Alcázar de Jerez. Posteriormente se trasladó a ser en unas bodegas de Domecq en la calle Quintos, después a la Biblioteca municipal y por último en el Palacio de Pemartín, en plaza de San Juan en Jerez de la Frontera, donde reside actualmente compartiendo espacio con el Centro_Andaluz_de_Flamenco
Su fundación corresponde al primer gran paso que se da en el ámbito de la promoción de la flamencología en España, y gracias a ella se han creado múltiples tradiciones e instituciones, entre ellos se destacan:
- Cursos Internacionales de Estudios Flamencos en 1963
- La tradición de la Fiesta de la Bulería en 1967
- Los Premios Nacionales del Flamenco en 1964
- La Copa Jerez en 1967
- Premio de la Crítica del Festival de Jerez en 1999

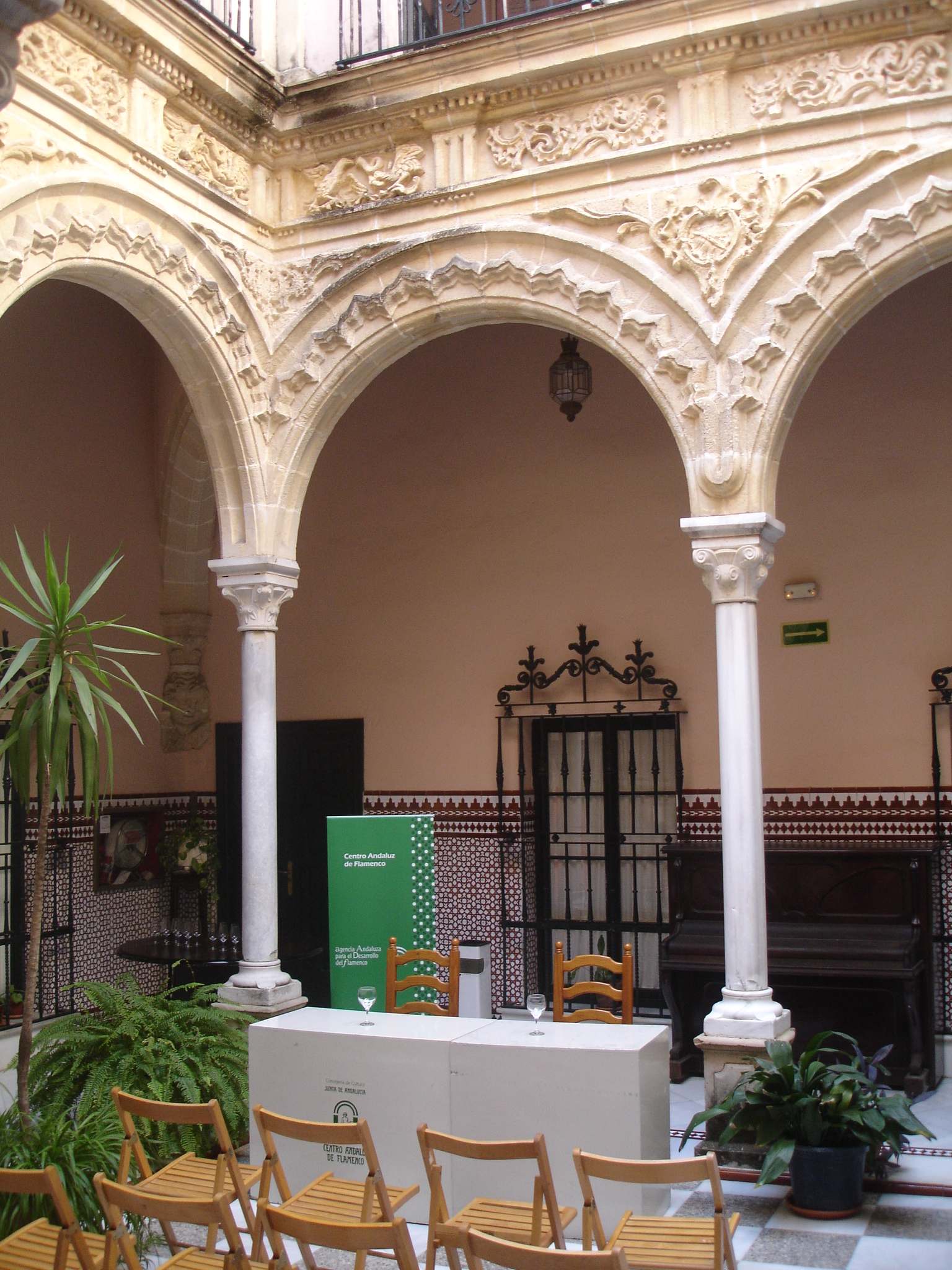
Patio del Palacio preparado para un acto

Además de propiciar la creación de estas instituciones mencionadas, la Cátedra de Flamencología de Jerez también reclama importancia por ser la primera cátedra en introducir el tema del flamenco en los estudios universitarios, precisamente en las universidades de Cádiz y Sevilla.
En 2015 se procede a reorganizar el ente para adecuarlo a los tiempos

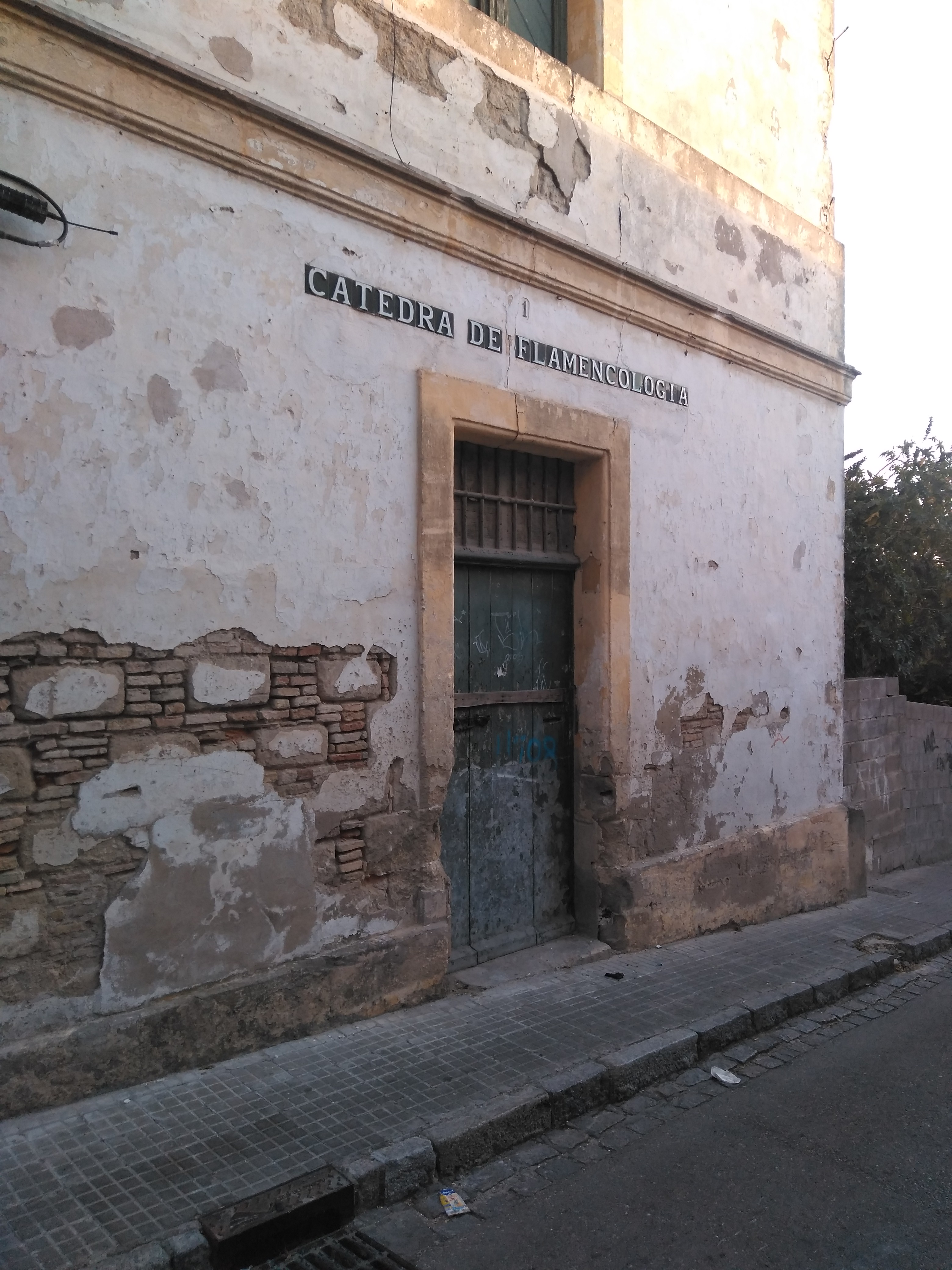
Cátedra de Flamencología de Jerez (sede anterior)

#### Los cargos directivos de la cátedra de flamencología de Jerez de la Frontera
- Presidente: D. Antonio Fernández Díaz
- Director - D. Juan de la Plata Franco Martínez.
- Subdirector/Secretario - D. Manuel Pérez Celdrán.
- Subdirector segundo - D. Manuel Ríos Ruiz.
- Relaciones Públicas - D. José Marín Carmona.
- Consejeros: D. Esteban Pino Romero, D. Antonio Murciano González, Dª Teresa Martínez de la Peña y D. Daniel Pineda Novo.

#### Cargos del cuerpo académico de la Cátedra de Flamencología de Jerez de la Frontera
D. Antonio Prieto navarro( el curry), Córdoba  guitarrista 
- D. Juan de la Plata Franco Martínez (Jerez) - Poeta, escritor, periodista.
- D. Manuel Pérez Celdrán (Jerez) - Poeta, ex-cantaor.
- D. Manuel Ríos Ruiz (Jerez) - Poeta, escritor, periodista
- D. Esteban Pino Romero (Jerez) - Poeta.
- D. José Luis Pantoja Antúnez (Jerez) - Escritor.
- D. Juan de la Calle Román (Jerez) - Cantaor.
- D. José M. Caballero Bonald. (Jerez) - Poeta, escritor, novelista.
- D. Antonio Murciano González ( Arcos de la Frontera. Cádiz) - Poeta, escritor.
- D. José Blas Vega ( Madrid) - Escritor.
- Dª. Teresa Martínez de la Peña (Ávila) - Profesora de baile, escritora.
- D. José Marín Carmona (Málaga) - Periodista, crítico de flamenco.
- D. Luis Suárez Ávila (El Puerto de Santa, María. Cádiz) - Investigador.
- D. Antonio Fernández Díaz “Fosforito” (Puente Genil. Córdoba) - Cantaor.
- D. Alfredo Arrebola (Villanueva Mesía. Granada) - Profesor, cantaor, escritor.
- D. Agustín Gómez (Córdoba) - Profesor, crítico de flamenco, escritor.
- D. Juan de Dios Ramírez Heredia (Puerto Real. Cádiz) - Escritor.
- D. Antonio Núñez Romero (Jerez) - Periodista, crítico de flamenco.
- D. José María Velázquez (Arcos Fra. Cádiz) – Periodista, crítico de flamenco.
- D. Jesús del Río Cumbreras (Cádiz) - crítico de flamenco.
- D. Félix Grande. (Mérida. Badajoz) - Poeta, escritor.
- D. Francisco J. Izquierdo Carrasco (Jerez) - Aficionado.
- D. José Soto Ríos (Jerez) - Aficionado.
- D. José María Lozano Romero (Jerez) - Aficionado.
- D. Luis Caballero Polo (Sevilla) - Cantaor, escritor.
- D. Daniel Pineda Novo (Coria del Río. Sevilla) - Poeta, escritor.
- D. José Luis Navarro García (Sevilla). Profesor, escritor.
- D. Eugenio Cobo Guzmán (Mérida. Badajoz) - Escritor, periodista.
- D. Luis López Ruiz (El Puerto de Santa María. Cádiz) - Profesor, escritor.
- D. Bernard Leblón (Ceret. Francia) - Profesor, escritor.
- Dª. Mercedes García Plata (Paris. Francia) - Profesora, escritora.
- D. Juan Salido Freyre (Jerez) - Investigador.
- D. José Manuel Gamboa (Madrid) - Investigador.

### Cátedra de Flamencología de la Universidad de Córdoba
La Cátedra de Flamencología de la Universidad de Córdoba, nació en octubre de 1996, bajo la dirección de Agustín Gómez. Posteriormente han sido directores Luis de Córdoba, Francisco José Arcángel Ramos, durante el curso 2018-19, y desde entonces David Pino. 
Entre las labores que se llevan a cabo en dicha cátedra figura la de ahondar en el tratamiento y formación del arte flamenco, con una programación formativa anual en la que participan grandes nombres del flamenco.
Web: http://www.uco.es/catedrasyaulas/catedraflamencologia

### Cátedra de Flamencología de Granada
Esta cátedra nació en 1987, una de las más antiguas e importantes de España y conocida como "Mariquilla", en honor al nombre de la directora y bailaora María Guardia Gómez.
Esta escuela ha pretendido y conseguido, desde sus inicios, propulsar la cultura y el arte flamenco a través de la enseñanza, educación y formaciones prácticas, principalmente de baile.
Cuenta con reconocimientos tanto nacionales como internacionales, tales como la Medalla de Oro Ciudad de Granada.

### Cátedra de Flamencología de Sevilla
Esta cátedra, tan esperada por los sevillanos, surge en el año 2012, gracias al acuerdo tomado entre la fundación Cruzcampo y la Universidad de Sevilla. Un personaje a destacar dentro del proyecto es Rafael Infante Macías, director de la cátedra, y a su vez, exrector de la universidad, el cual desea que esta se relacione con el flamenco, por lo que está bastante involucrado y alienta a todos los jóvenes para que formen parte de la cátedra.
Se unieron, en su momento, artistas del área flamenca a la iniciativa como guitarristas; Ricardo Miño y bailaoras; Pepa Montes y Matilde Coral, entre otros.
El desarrollo que se sigue en la enseñanza va desde los ámbitos de investigación e información hasta la difusión del flamenco. La difusión va dirigida tanto para los jóvenes estudiantes, como para la generalidad del público.
La finalidad que este proyecto tiene como destacado es la aportación de conocimientos flamencos al mundo.

## 50 aniversario de la primera cátedra de flamencología
En 2008 se celebró el cincuenta aniversario de la fundación de la Cátedra de Jerez de la Frontera, con diversas actividades y conmemoraciones. Durante sus cincuenta años de vida ha realizado una importante labor de investigación de campo con un intenso estudio de los cantes y bailes flamencos. Ha recopilado mucho material gráfico, biográfico, fonográfico, documental, y por supuesto, bibliográfico. Actualmente está formada por una treintena de miembros activos. Organiza cada año cursos, seminarios y jornadas de estudios, conciertos y recitales de cante, baile y toque.  Destaca la promoción y estreno del “Concierto de Jerez” para guitarra flamenca y orquesta sinfónica, estrenado en 1974 y que fue reestrenado en 2008 con motivo de este aniversario. 

## Premios
Los premios que concede la Cátedra de Flamencología, son unos de los más importantes del panorama flamenco español, otorgados desde 1964. Se entregan a los mejores artistas del Cante, el Baile y la Guitarra, junto con los mejores intérpretes o productores de discos de flamenco, las mejores peñas y entidades flamencas. También tienen cabida aquí los escritores y profesionales de los medios de comunicación que más destacan en la promoción del Arte del Flamenco de Andalucía.
En 1987 fueron interrumpidos, volviéndose a otorgar una década después. A partir de aquí empezaron a entregarse trofeos gracias al patrocinio que les ofrecía desde 1997 la firma bodeguera González Byass y su emblemática marca "Tío Pepe". Estos artísticos trofeos de bronce fundido, y de unos treinta centímetros son una escultura original de la jerezana Nuria Guerrera.
El acto de entrega de los galardones acuden los premiados, los medios de comunicación, autoridades y personalidades de la cultura. El jurado lo integran miembros de la propia Cátedra y algún prestigioso artista invitado. 
A continuación, estos son los galardonados a lo largo de la historia de estos premios:
1964
- Categoría investigación: Libro "Mundo y formas del cante flamenco" de Ricardo Molina y Antonio Mairena.
- Categoría disco: “Evocación de la guitarra de Ramón Montoya”, de Manuel Cano y editado por Hispavox.

1965
- Categoría cante: Terremoto de Jerez
- Categoría baile: Rosa Durán
- Categoría de guitarra: Maestro "Sabicas" (Agustín Castellón Campos)
- Categoría disco: José Menese por “Cantes de José Meneses” (RCA)
- Categoría investigación: Fernando Quiñones por “De Cádiz y sus cantes”

1966
- Categoría cante: Aurelio Sellé
- Categoría baile: Maestro Antonio
- Categoría de guitarra: Melchor de Marchena
- Categoría disco: Antonio Mairena por "La Gran Historia del Cante Gitano Andaluz"
- Categoría investigación: Anselmo González Climent por el conjunto de toda su importante obra

1967
- Categoría cante: A la Fernanda y La Bernarda de Utrera
- Categoría baile: Trini España de Sevilla
- Categoría de guitarra: Juan Serrano, de Córdoba
- Categoría disco: "Misa Flamenca" (Philips)
- Categoría investigación: José Blas Vega por su libro "Las Tonás"
- Categoría Enseñanza: Al maestro de guitarra, Rafael del Águila, de Jerez.
- Mención especial: A "Cante Flamenco" Enrique Morente

1968
- Categoría cante: Antonio Fernández Díaz "Fosforito", de Puente Genil (Córdoba)
- Categoría baile: Loli Cano "Solera de Jerez"
- Categoría de guitarra: Manuel Cano, de Granada
- Categoría disco: "Canta Jerez, de Hispavox"
- Categoría investigación: Al libro “Misterios del Arte Flamenco” de Ricardo Molina.
- Categoría enseñanza: Antonio Piñada, de Cartagena (Murcia)

1969
- Categoría cante: Antonio Núñez “Chocolate” de Jerez
- Categoría baile: Manuela Vargas, de Sevilla
- Categoría de guitarra: Manuel Morao, de Jerez
- Categoría disco: “Archivo del Cante Flamenco” (Vergara)
- Categoría investigación: Desierto

1970
- Categoría cante: Manolo Vargas, de Cádiz
- Categoría baile: Matilde Coral, de Sevilla
- Categoría de guitarra: A Paco de Lucía, de Algeciras (Cádiz)
- Categoría disco: A Pepe el de la Matrona, de Sevilla, por su álbum “Tesoros del Flamenco Antiguo” (Hispavox)
- Categoría investigación: libro “Teoría y práctica del Baile Flamenco” de la profesora de baile, Teresa Martínez de la Peña, editado por Aguilar (Madrid).

1971
- Categoría cante: Antonio Mairena.
- Categoría baile: Al “Trío Madrid” formado por “El Güito”, Carmen Mora y Mario Maya
- Categoría de guitarra: A Víctor Monje “Serranito”
- Categoría disco: “Ramón Montoya, un genio de la guitarra” (Hispavox).
- Categoría investigación: A “Cante Flamenco”. Enciclopedia Histórica y Documental, editada en Buenos Aires (Argentina).
- Categoría enseñanza: A la maestra de Baile Flamenco, Regla Ortega
- Categoría autores: Fernando López Perea y A. González Climent

1972
- Categoría cante: Enrique Morente, de Granada
- Categoría baile: Merche Esmeralda, de Sevilla
- Categoría de guitarra: A Manolo Sanlúcar, de Sanlúcar de Barrameda (Cádiz)
- Categoría disco:  Fosforito” por su “Selección Antológica” (Belter) y a “Gran Antología"
- Categoría investigación: Desierto
- Categoría enseñanza: Tía Anica la Piriñaca, de Jerez

1973
- Categoría cante:  “Faico”, de Madrid
- Categoría baile: Manuel Fernández Molina “Parrilla de jerez”.
- Categoría de guitarra: “Cantes festeros”, de Antonio Mairena.
- Categoría disco: Desierto
- Categoría enseñanza: Diego del Gastor, de El Gastor (Cádiz)

1974
- Categoría cante: A José Menese, de la Puebla de Cazalla (Sevilla).
- Categoría baile: Manuela Carrasco, de Sevilla.
- Categoría de guitarra: Andrés Batista, de Barcelona.
- Categoría disco: A la productora fonográfica RCA por su álbum “Nueva frontera del Cante de Jerez”, con los cantes de

Manuel Moneo, Diego Rubichi, Luis de la Chicharrona, Nano de Jerez, Mateo Soleá, El Torta, Paco Gasolina, Manuel de Malena, El Garbanzo y Tío Borrico. Guitarras: Niño Jero, Parrilla de Jerez, Rafael Alarcón, Moraito Chico y Alfredo Benítez. Textos: Antonio Murciano y Juan de la Plata.
- Categoría investigación: Desierto.
- Categoría enseñanza: Al cantaor, Pericón de Cádiz.

1975
- Categoría cante: Camarón de la Isla, de San Fernando (Cádiz).
- Categoría baile: “El Farruco”, de Sevilla.
- Categoría de guitarra: Paco Cepero, de Jerez.
- Categoría disco: Desierto.
- Categoría investigación: Desierto.
- Categoría enseñanza: Agujeta el Viejo, de Jerez.

1976
- Categoría cante: Beni de Cádiz.
- Categoría baile: Mario Maya, de Granada.
- Categoría de guitarra: Juan Carmona “Habichuela”, de Granada.
- Categoría disco: A “Cali”, de Juan Peña “El Lebrijano”.
- Categoría investigación: Desierto
- Categoría enseñanza: A la bailaora Pilar López.

1977
- Categoría de guitarra: Antonio prieto navaro ( el curry)

1978
- Categoría cante: Manuel de los Santos Pastor “Agujeta de Jerez”.
- Categoría baile: A Carmelilla Montoya, de Sevilla
- Categoría de guitarra: Pedro Carrasco “Niño Jero”, de Jerez
- Categoría disco: Desierto
- Categoría investigación: A la obra “El arte del Baile Flamenco”, de Alfonso Puig y Flora Albaicín.
- Categoría enseñanza: Al maestro del Baile Flamenco, Antonio, de Sevilla

1979
- Categoría cante: Juan Peña “El Lebrijano”, de Lebrija (Sevilla)
- Categoría baile: Matilde Coral, de Sevilla
- Categoría disco: Desierto
- Categoría investigación: A Félix Grande, por su obra “Memoria del Flamenco”.
- Categoría enseñanza: Al maestro del cante, Antonio Mairena, de Mairena del Alcor (Sevilla).

1980
- Categoría cante: “La Paquera de Jerez”, de Jerez (Cádiz).
- Categoría baile: Desierto
- Categoría de guitarra: Pedro Bacán, de Lebrija (Sevilla).
- Categoría investigación: Al libro “Orígenes de lo flamenco y secreto del Cante Jondo”, obra póstuma de Blas Infante.

1981/1983
- Categoría cante: Naranjito de Triana, de Sevilla.
- Categoría baile: Angelita Vargas, de Sevilla.
- Categoría disco: Desierto
- Categoría investigación: Indistintamente a “Vida y Cante de Don Antonio Chacón”, de José Blas Vega y a “La Guitarra.

Historia, Estudios y Aportaciones al Arte Flamenco”, de Manuel Cano
- Categoría enseñanza: Indistintamente, al maestro del cante, Enrique Orozco, de Olvera (Cádiz) y al maestro de la guitarra, Eduardo de la Malena, de Sevilla.

1988/1996
No se concedieron premios.
1997
- Categoría cante: José Mercé, de Jerez
- Categoría baile: “El Güito”, de Madrid.
- Categoría de guitarra: Vicente Amigo, de Córdoba
- Categoría investigación: Ediciones Tartessos, de Sevilla, por su “Historia del Flamenco”
- Categoría disco: A la colección “Historia Antológica del Fandango de Huelva”, Dirigida por Antonio González “El Raya”
- PREMIO DE HONOR A LA MAESTRIA: Al maestro del cante, “Fosforito”, de Puente Genil (Córdoba).

1999
- Categoría cante: María Vargas, de Sanlúcar de Barrameda (Cádiz).
- Categoría baile: Blanca del Rey, de Córdoba
- Categoría de guitarra: Manuel Moreno Junquera “Moraito”, de Jerez
- Categoría investigación: José Luis Navarro por su obra “Semillas de ébano. El elemento negro y afroamericano en el baile flamenco”.
- Categoría disco: A la colección “Historia Antológica del fandango de Huelva”, dirigida por Antonio González “El Raya”.
- Categoría enseñanza: A la maestra de Baile Flamenco, Angelita Gómez, de Jerez.
- PREMIO DE HONOR A LA MAESTRIA: Al maestro del cante, Antonio Núñez Montoya “Chocolate”, de Jerez
- Crítica Flamenca: Manuel Martín Martín de “El Mundo” (Andal.)
- Entidades Flamencas: A la Peña “La Siguiriya”, de Valladolid.
- Medios de Difusión: Canal Sur Televisión por su programa “La Venta del Duende”

2000
No se concedieron premios
2001
- Categoría Cante: Chato de la Isla, de San Fernando (Cádiz).
- Categoría baile: Manuel Santiago Maya “Manolete”, de Granada
- Categoría Guitarra: A José A. Carmona “Pepe Habichuela”, de Granada
- Obra fonográfica: Sonifolk, S. A., de Madrid
- Categoría Investigación: José Manuel Gamboa por su obra “Perico del Lunar. Un flamenco de antología”.
- Categoría Enseñanza: Al maestro del baile flamenco, Antonio Gades, de Alicante
- PREMIO DE HONOR A LA MAESTRÍA: Al maestro del baile flamenco, Antonio Gades, de Alicante
- Crítica Flamenca: Antonio Núñez Romero, (Radio Jerez y Localia Televisión), por el conjunto de su labor profesional de 40 años
- Entidades Flamencas: A la Asociación “El Planeta”, de Fuenlabrada (Madrid)
- Artes plásticas: A los fotógrafos Juan Salido y Pepe Lamarca

2002
No se concedieron premios.
2003
- PREMIO DE HONOR A LA MAESTRÍA: Al cantaor gaditano Juan Ramírez Sarabia “Chano Lobato”.
- PREMIO NACIONAL DE CANTE: A Carmen Linares, de Linares (Jaén).
- PREMIO NACIONAL DE BAILE: A Cristina Hoyos, de Sevilla.
- PREMIO NACIONAL DE GUITARRA: A Manolo Franco, de Sevilla.
- PREMIO NACIONAL DE ENSEÑANZA FLAMENCA: A la Asociación de Profesores de Danza Española y Flamenco, con sede en Madrid, que agrupa a más de 50 centros de enseñanza
- PREMIO NACIONAL A LA MEJOR PRODUCCIÓN FONOGRÁFICA: “Cilindros de Cera”, recuperación en CD,s de viejos cilindros del fondo fonográfico del Centro Andaluz de Flamenco de la Consejería de Cultura de la Junta de Andalucía.
- PREMIO NACIONAL DE INVESTIGACIÓN: Al libro “Tratado de la Bata de Cola”, original de Matilde Coral, Ángel Álvarez Caballero y Juan Valdés, con la colaboración de Rocío Coral (Alianza Editorial. Madrid, 2003) - Editado por Fundación Teatro Villamarta/Festival de Jerez, con la colaboración del Centro Andaluz de Flamenco.

2004
No se concedieron premios
2005
- PREMIO DE HONOR A LA MAESTRÍA: Al maestro del cante José Menese de La Puebla de Cazalla (Sevilla)
- PREMIO NACIONAL DE CANTE: a Pansequito de La Línea de la Concepción (Cádiz).
- PREMIO NACIONAL DE BAILE: A Milagros Mengíbar de Sevilla.
- PREMIO NACIONAL DE GUITARRA: A Gerardo Núñez de Jerez de la Frontera (Cádiz).
- PREMIO NACIONAL DE ENSEÑANZA FLAMENCA: Al profesor de guitarra Luis Sanguiao Palma "Maestro Palmita" de Cádiz, residente en Lorca (Murcia).
- PREMIO NACIONAL A LA MEJOR PRODUCCIÓN FONOGRÁFICA: A la colección discográfica “La Niña de los Peines, Patrimonio de Andalucía", editada por el Centro Andaluz de Flamenco de la Consejería de Cultura de la Junta de Andalucía, realizada por Fonotrón.
- PREMIO NACIONAL DE INVESTIGACIÓN: Al libro "Guitarreros de Andalucia. Artistas para la sonanta". De Luis F. Leal Pinar. (Ediciones Giralda, Sevilla)
- PREMIO NACIONAL A LAS ARTES APLICADAS: Al fotógrafo Carlos Arbelos, de Argentina residente en Granada, por la totalidad de su obra gráfica dada a conocer en libros, revistas y exposiciones
- PREMIO NACIONAL A LA MEJOR LABOR EN LOS MEDIOS DE COMUNICACIÓN: Al programa radiofónico “Flamenco pa tós”, de "Gomaespuma" en Onda Cero Radio
- PREMIO NACIONAL A LA PROMOCIÓN DEL FLAMENCO: A la Fundación, "El Monte", de Sevilla, por la programación anual de sus actividades culturales y artísticas en favor del Flamenco.

## Publicaciones: libros y revistas
- “Historia de los premios nacionales de la cátedra”. Copa de Jerez y otros Honores y Distinciones, desde 1959 a 1997.
- “El romanticismo y el flamenco” El flamenco a través de la literatura en el romanticismo. Jesus del Río.
- “Cantando para adentro”. Poesía flamenca. Juan de la plata.
- “Tras las huellas del flamenco”. El mundo gitano en la obra de Cervantes. Manuel López Rodríguez.
- Revista de flamencología.
- “Sobre el flamenco y flamencología”. Gerhard Steingress, 1998.
- “Sociología del cante flamenco”. Gerhard Steingress, 2005.